# Aleyrodes takahashii
Aleyrodes takahashii es un hemíptero de la familia Aleyrodidae, con una subfamilia: Aleyrodinae.
Fue descrita científicamente por primera vez por Ossiannilsson en 1966.